# 케네스 아미티지

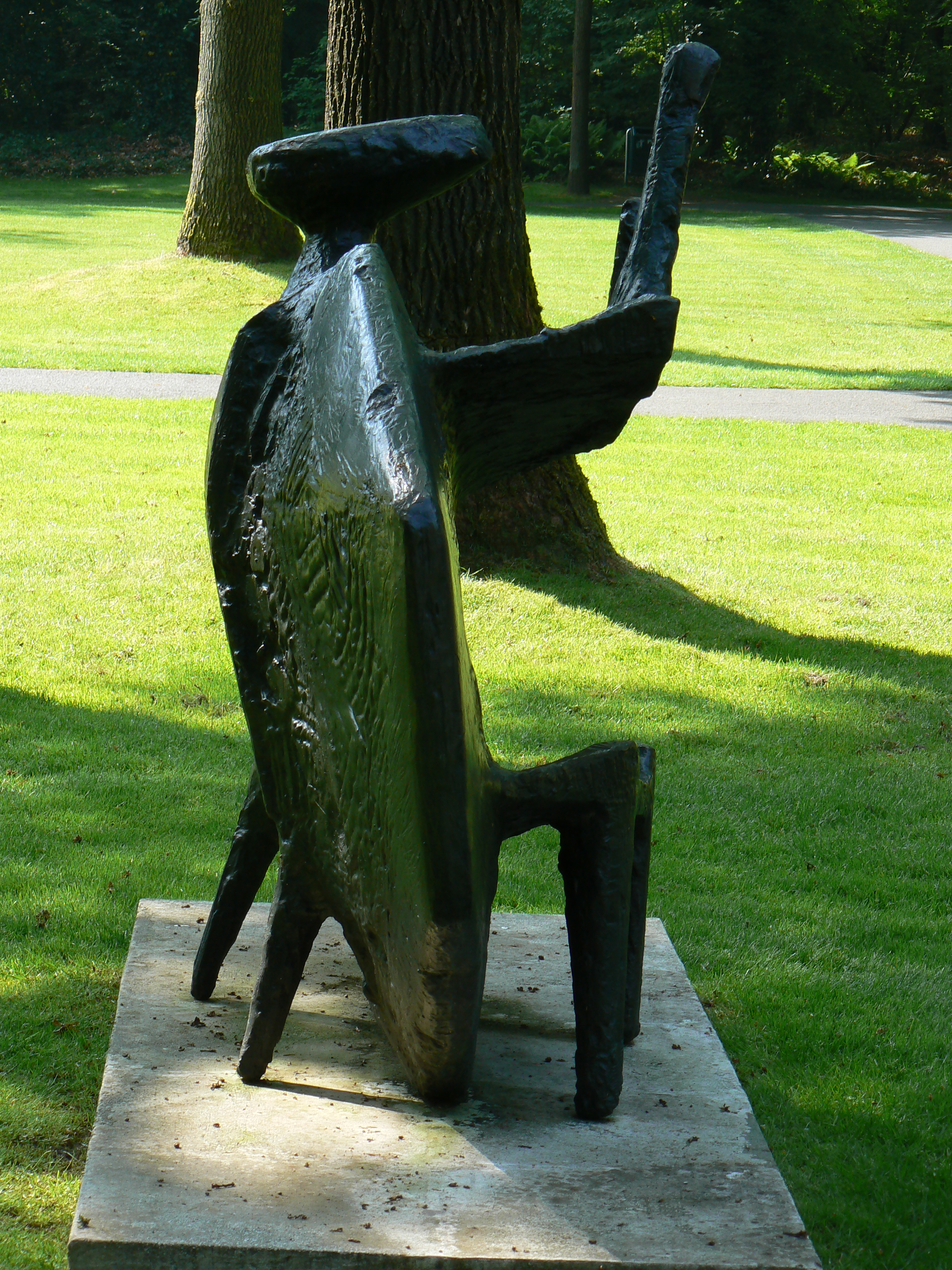

윌리엄 케네스 아미티지(William Kenneth Armitage, 1916년 7월 18일 ~ 2002년 1월 22일)는 영국의 조각가이다.
리즈에서 출생하였다. 리즈 미술학교와 런던의 슬레이드 학교에서 공부하고 1939년부터 7년간 군에 복무하였다.
현대 영국 조각계를 대표하는 조각가로 1952년 최초로 개인전을 열었고, 1956년 크레펠트 전승기념비 제작 콩쿠르에 입상하였다. 1958년 베니스 국제미전에 입상하였다. 그는 헨리 무어의 영향을 받았으며 데포르메 인체에 의한 표현주의적 작품을 만들었다. 1960년 후반부터 팔, 등, 몸의 부분으로 인간을 표현하려는 작품을 만들기 시작하였다.
주요 작품으로 <2인의 좌상> 등이 있다.